# HD 150449
HD 150449，又名BD+56 1907，SAO 30026、HR 6199，是一颗恒星，视星等为5.29，位于銀經84.94，銀緯40.67，其B1900.0坐标为赤經16h 35m 59.1s，赤緯+56° 40.67′ 39″。